# بول بروكا
بيير بول بروكا (بالفرنسية: Paul Broca)‏ (28 يونيو 1824 - 9 يوليو 1880) طبيب فرنسي واختصاصي في علم التشريح وعلم الإنسان. اشتُهر ببحثه على منطقة بروكا، وهي منطقة من الفص الجبهي معنية باللغة ومُسماة تبعًا له. أوضحت أعمال بروكا أن أدمغة المرضى الذين يعانون من الحبسة (فقدان القدرة على الكلام) تحتوي على آفات في جزء معين من القشرة الدماغية، تحديدًا في المنطقة الجبهية اليسرى. كان هذا أول دليل تشريحي على تموضع الوظائف المخية (أي أن كل جزء أو موضع من المخ مختص بوظيفة معينة). ساهم عمل بروكا أيضًا في تطوير علم الإنسان الفيزيائي، وأحدث تقدمًا في علم القياسات البشرية.

## سيرة شخصية
وُلد بول بروكا في 28 يونيو 1824 في سانت فوي لا غراند بمدينة بوردو في فرنسا، وكان الابن لجان بيير «بنجامين» بروكا، الطبيب الممارس والجراح السابق في خدمة نابليون. أما والدة بروكا، أنيت توماس، فقد كانت الابنة المتعلمة تعليمًا جيدًا لواعظ كالفيني وبروتستانتي مصلح. تلقى بروكا الهوغونوتي تعليمه الأساسي في مدرسته الموجودة في مسقط رأسه، وحصل على درجة البكالوريوس عندما كان في السادسة عشرة من العمر. التحق بكلية الطب في باريس عندما كان عمره 17 عامًا، وتخرج في سن العشرين، بينما كان أغلب من هم في سنه قد بدؤوا للتو مسيرتهم كطلاب طب.
قضى بروكا فترة تدريبية مكثفة بعد التخرج، أولًا مع اختصاصي أمراض المسالك البولية واختصاصي الأمراض الجلدية فيليب ريكورد (1800-1889) في مستشفى دو ميدي، وبعد ذلك في عام 1844 مع الطبيب النفسي فرانسوا لوري (1797-1851) في مستشفى بيسيتر. في عام 1845، أصبح بروكا متدربًا مع بيير نيكولا جيردي (1797-1856)، الذي كان عالم تشريح وجراحًا كبيرًا، وقد أصبح مساعده بعد قضاء عامين معه. أصبح بروكا المشرح المُوَجَّه في عام 1848، فقد أجرى العمليات التشريحية لمحاضرات علم التشريح في كلية الطب بجامعة باريس. حصل على الدكتوراه الطبية في عام 1849. وفي عام 1853، أصبح بروكا أستاذًا مساعدًا، وعُيّن جراحًا في المستشفى. انتُخب رئيسًا لقسم علم الأمراض الخارجية في كلية الطب في عام 1867، وأصبح أستاذًا للجراحة السريرية بعد ذلك بعام واحد. انتُخب كعضو في الأكاديمية الوطنية للطب في فرنسا في عام 1868، وعُيّن رئيسًا لقسم الجراحة السريرية. خدم في هذه المجالات حتى وفاته. عمل في مستشفى سانت أنطوان، ومستشفى بيتي سالبترير، وفندق العيادات، ومستشفى نيكر.
التحق بروكا بالجمعية التشريحية بباريس كباحث في عام 1847، وقد كان أكثر مساهميها إنتاجية خلال سنواته الست الأولى. عمل بروكا في لجنة تحرير مجلة الجمعية بعد شهرين من انضمامه، وأصبح أمين اللجنة من ثم نائب الرئيس بحلول عام 1851. انضم بروكا إلى جمعية علم الأحياء بعد وقت قصير من إنشائها في عام 1948، وانضم أيضًا لجمعية الجراحة حتى أصبح رئيسها في عام 1865.
أسس بروكا، بجانب مسيرته الطبية، مجتمعًا من المفكرين الأحرار المتعاطفين مع نظريات تشارلز داروين في عام 1848. قال بروكا ذات مرة: «أُفَضِّل أن أكون قردًا متحولًا على أن أكون ابن آدم منحطًا». جعله هذا في صراع مع الكنيسة التي اعتبرته مخربًا ماديًا ومفسدًا للشباب. استمر عداء الكنيسة تجاهه طوال فترة حياته، ما تسبب في العديد من المواجهات بينه وبين السلطات الكنائسية.
تزوج بروكا من أديل أوغسطين لوغول في عام 1857 بعد شعوره بالضغوط من قبل الآخرين ومن قبل والدته على وجه الخصوص. جاءت أديل من عائلة بروتستانتية، وكانت ابنة الطبيب البارز جان غيوم أوغست لوغول. كان للزوجين ثلاثة أطفال: ابنتهما جين فرانسواز بولين (1858-1935)، وابنهما الأول بنجامين أوغست (1859-1924)، والابن الثاني إيلي أندريه (1863-1925). بعد مرور عام من زواجهما، توفيت والدة بروكا، وجاء والده بنجامين إلى باريس ليعيش مع العائلة حتى توفي في عام 1877.

## أعماله الأولى
منذ العقد الأول من القرن السابع عشر، ظهرت أغلبية التطورات الطبية من خلال التفاعل في مجتمعات مستقلة وأحيانًا سرية. اجتمعت جمعية باريس التشريحية كل يوم جمعة، وترأسها عالم التشريح جان كروفيلهير، وتولى تدريبها «أبو علم الأعصاب الفرنسي» جان مارتن شاركو، وكان لكليهما دور أساسي في اكتشاف التصلب المتعدد لاحقًا. في اجتماعاتها، قدم الأعضاء عروضًا تقديمية حول نتائجهم العلمية، والتي نُشرت بعد ذلك في المجلة المنتظمة لأنشطة الجمعية.
مثل كروفيلهير وشاركو، قدم بروكا عروض الجمعية التشريحية المنتظمة حول الاضطرابات العضلية الهيكلية. وأوضح أن الكساح، وهو اضطراب ينتج عنه ضعف أو تلين العظام لدى الأطفال، وهو ناجم عن إعاقة في التعظم بسبب اضطراب التغذية. في عملهم على الفصال العظمي، وهو شكل من أشكال التهاب المفاصل، بروكا وأميدي ديفيل، أظهر بروكا أن الغضروف، مثل الأظافر والأسنان، هو نسيج يتطلب امتصاص العناصر الغذائية من الأوعية الدموية المجاورة، ووصف بالتفصيل، العملية التي تؤدي إلى تنكس الغضروف في المفاصل. قدم بروكا أيضًا عروضًا تقديمية منتظمة حول اضطراب حنف القدم، وهو عيب خلقي إذ تتجه قدم الرضيع إلى الداخل عند الولادة. في ذلك الوقت، رأى بروكا تنكس أنسجة العضلات كتفسير لهذه الحالة، وبينما ما يزال السبب الجذري لها غير محدد، فإن نظرية بروكا لتنكس العضلات أدت إلى فهم علم أمراض الحثل العضلي. بصفته متخصصًا في علم التشريح، يمكن اعتبار أن بروكا قدم 250 مساهمة منفصلة في العلوم الطبية.
بصفته جراحًا، كتب بروكا مراجعة تفصيلية عن استخدام الكلوروفورم المكتشف مؤخرًا للتخدير، وكذلك عن تجاربه الخاصة في استخدام طرق جديدة لمعالجة الألم أثناء الجراحة، مثل التنويم المغناطيسي وثنائي أكسيد الكربون كمخدرات. استخدم بروكا التنويم المغناطيسي أثناء الاستئصال الجراحي للخراج وحصل على نتائج مختلطة، إذ شعرت المريضة بالألم في البداية ثم اختفى، ولم تستطع تذكر أي شيء بعد ذلك. بسبب النتائج المتناقضة التي أبلغ عنها الأطباء الآخرون، لم يكرر بروكا استخدام التنويم المغناطيسي كمخدر. نظرًا لفقدان ذاكرة مريضه، رأى أن هناك إمكانية أكبر لاستخدام التنويم كأداة نفسية. في عام 1856 نشر بروكا مراجعة تفصيلية عن تمدد الأوعية الدموية وعلاجها، في ما يقرب من ألف صفحة طويلة لجميع السجلات التي يمكن الوصول إليها في التشخيص، والعلاج الجراحي، وغير العلاجي لحالات الأوعية الدموية الضعيفة. كان هذا الكتاب أحد أول المونغرامات المنشورة حول موضوع معين. قبل إنجازاته اللاحقة، كان هذا هو العمل الذي اشتهر به بروكا من قبل أطباء فرنسيين آخرين.
في عام 1857 ساهم بروكا في عمل تشارلز إدوارد براون سيكارد على الجهاز العصبي، إذ أجرى تجارب تشريح حيوي، حيث قُطِعت أعصاب محددة من العمود الفقري لتوضيح المسارات الشوكية للأنظمة الحسية والحركية. نتيجة لهذا العمل. أصبح براون-سيكارد معروفين بإثباتهما لمبدأ التقاطع، إذ تتقاطع الألياف العصبية للفقاريات من جانب إلى آخر، مما يؤدي إلى ظاهرة في الجانب الأيمن من دماغ الحيوانات تتحكم في الجانب الأيسر الآخر.
بصفته عالمًا، طور بروكا أيضًا نظريات ووضع فرضيات جرى دحضها في النهاية. بناءً على النتائج المبلغ عنها، نشر عملًا لاعتبار أن مرض الزهري مرض فيروسي. عندما اكتشف الطب الغربي صفات الكورار المرخي للعضلات، الذي استخدمه الصيادون الهنود في أمريكا الجنوبية كسم، اعتقد بروكا أن هناك دعمًا قويًا للفكرة الخاطئة التي مفادها أنه، بالإضافة إلى تطبيقه موضعيًا، يمكن أيضًا تخفيف الكورار وابتلاعه لمواجهة الكزاز الناجم عن تشنجات عضلية.
أمضى بروكا أيضًا العديد من سنواته الأولى في البحث عن السرطان. كان لدى زوجته تاريخ عائلي معروف بالإصابة بالسرطان، ومن المحتمل أن هذا ما أثار اهتمامه في استكشاف الأسباب الوراثية المحتملة للسرطان. في أبحاثه، جمع أدلة تدعم الطبيعة الوراثية لبعض أنواع السرطان بينما اكتشف أيضًا أن الخلايا السرطانية يمكن أن تمر عبر الدم. شكك العديد من العلماء في فرضية بروكا الوراثية، واعتقد معظمهم أنها مجرد مصادفة. ذكر فرضيتين عن سبب الإصابة بالسرطان هما الاستعداد للمرض، والعدوى. اعتقد أن السبب قد يكمن في مكان ما بين الاثنين. ثم افترض أن الاستعداد للمرض ينتج السرطان الأولي، وأن السرطان ينتج عدوى، وتنتج العدوى الأورام المتعددة الثانوية، والدنف، والموت.

## روابط خارجية
- بول بروكا على موقع الموسوعة البريطانية (الإنجليزية)